# Fusión de galaxias
Una fusión de galaxias puede ocurrir cuando dos o más galaxias colisionan. Estos procesos son el tipo más violento de interacción de galaxias. Aunque las fusiones de galaxias no involucran realmente la colisión de estrellas o sistemas estelares, debido a las grandes distancias entre las estrellas en la mayoría de las circunstancias, las interacciones gravitacionales entre las galaxias y la fricción entre el gas y el polvo cósmico tienen efectos importantes en las galaxias involucradas en el proceso. Los efectos precisos de estas fusiones dependen de una gran variedad de parámetros, tales como los ángulos de colisión, las velocidades, y las composiciones y tamaños relativos. Por estas razones, las fusiones de galaxias representan en la actualidad un área extremadamente activa de investigación en Astrofísica.
Las fusiones de galaxias son importantes, ya que la tasa de fusión es una medida fundamental de la evolución de las galaxias. La tasa de fusión también da a los astrónomos pistas de la manera en la que las galaxias acumularon materia a lo largo del tiempo.

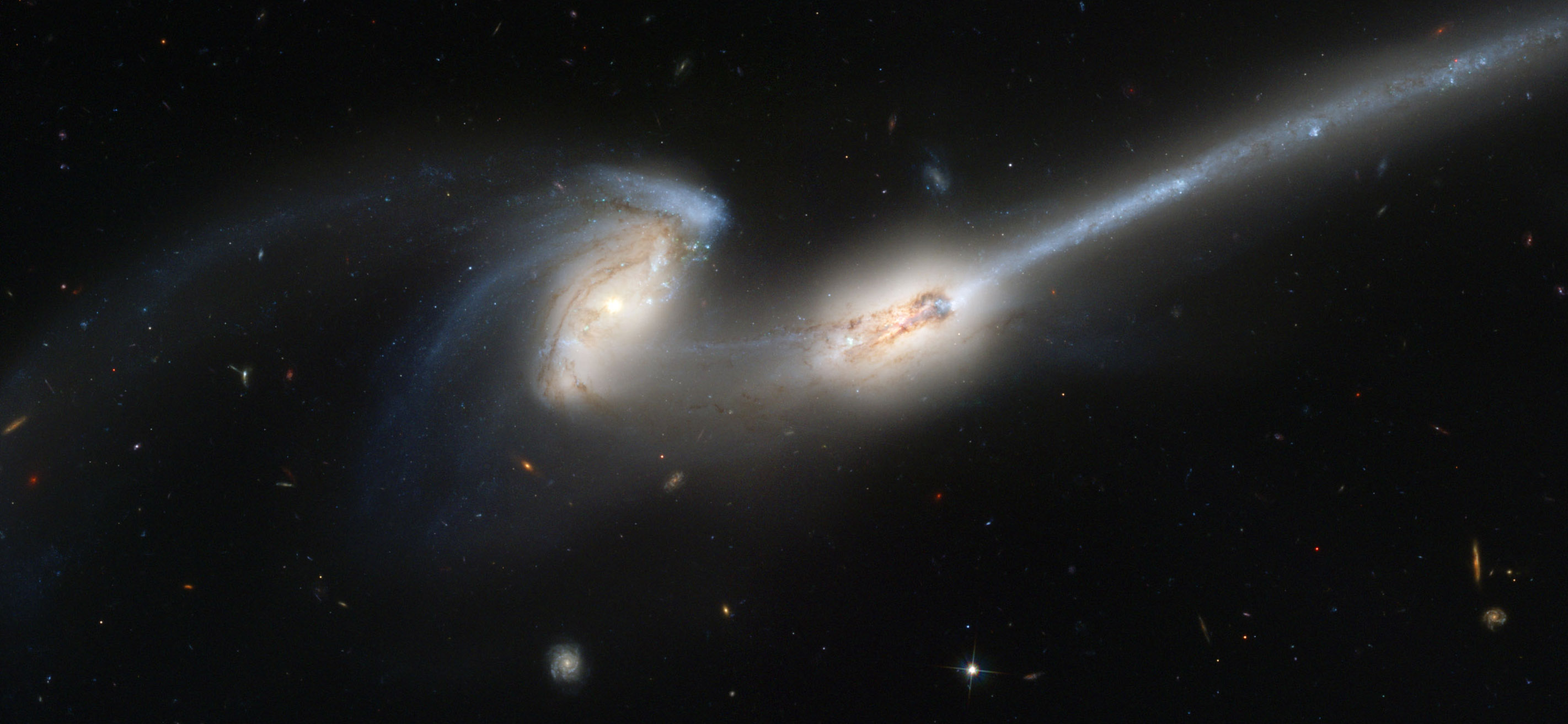
Galaxias de los Ratones (NGC 4676 A y B) en proceso de fusión

## Proceso

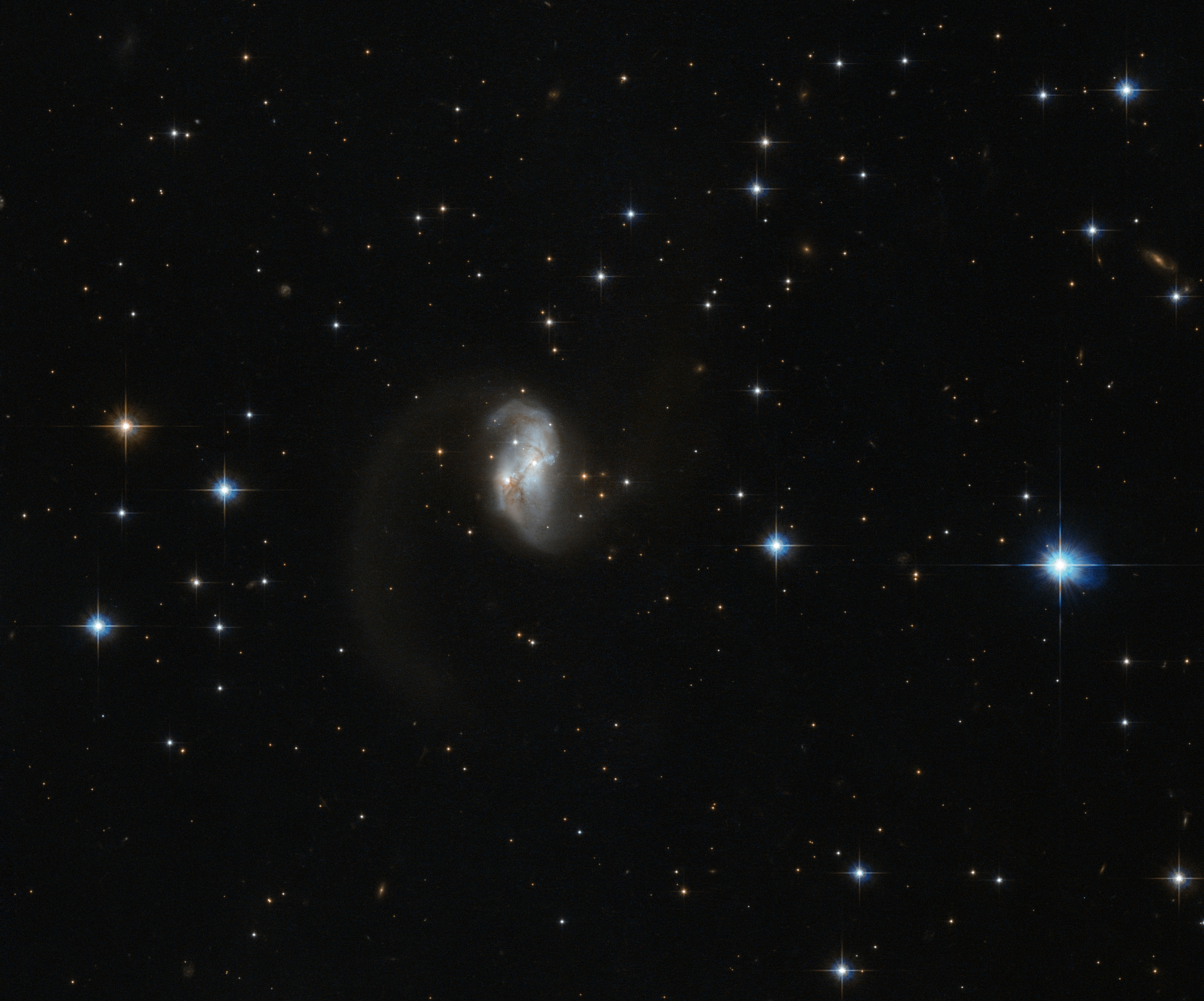
La estructura torcida en forma de gusano de esta galaxia es probablemente el resultado de una colisión y la posterior fusión de dos galaxias.

Durante la fusión, las estrellas y la materia oscura de cada galaxia son afectadas por la galaxia que se aproxima. Hacia las últimas etapas de la fusión, el potencial gravitatorio y la forma de la galaxia comienzan a cambiar tan rápidamente que las órbitas de las estrellas son gravemente afectadas y pierden memoria de su órbita previa. Este proceso es llamado «relajación violenta». Por lo tanto, si dos galaxias en forma de disco chocan, comienzan con sus estrellas en rotación ordenada en el plano del disco. Durante la fusión, el movimiento ordenado se transforma en energía aleatoria. La galaxia resultante está dominada por estrellas que la orbitan en una red compleja y aleatoria de órbitas. Esto es lo que se observa en una galaxia elíptica: estrellas en órbitas aleatorias y sin orden.

## Clasificaciones

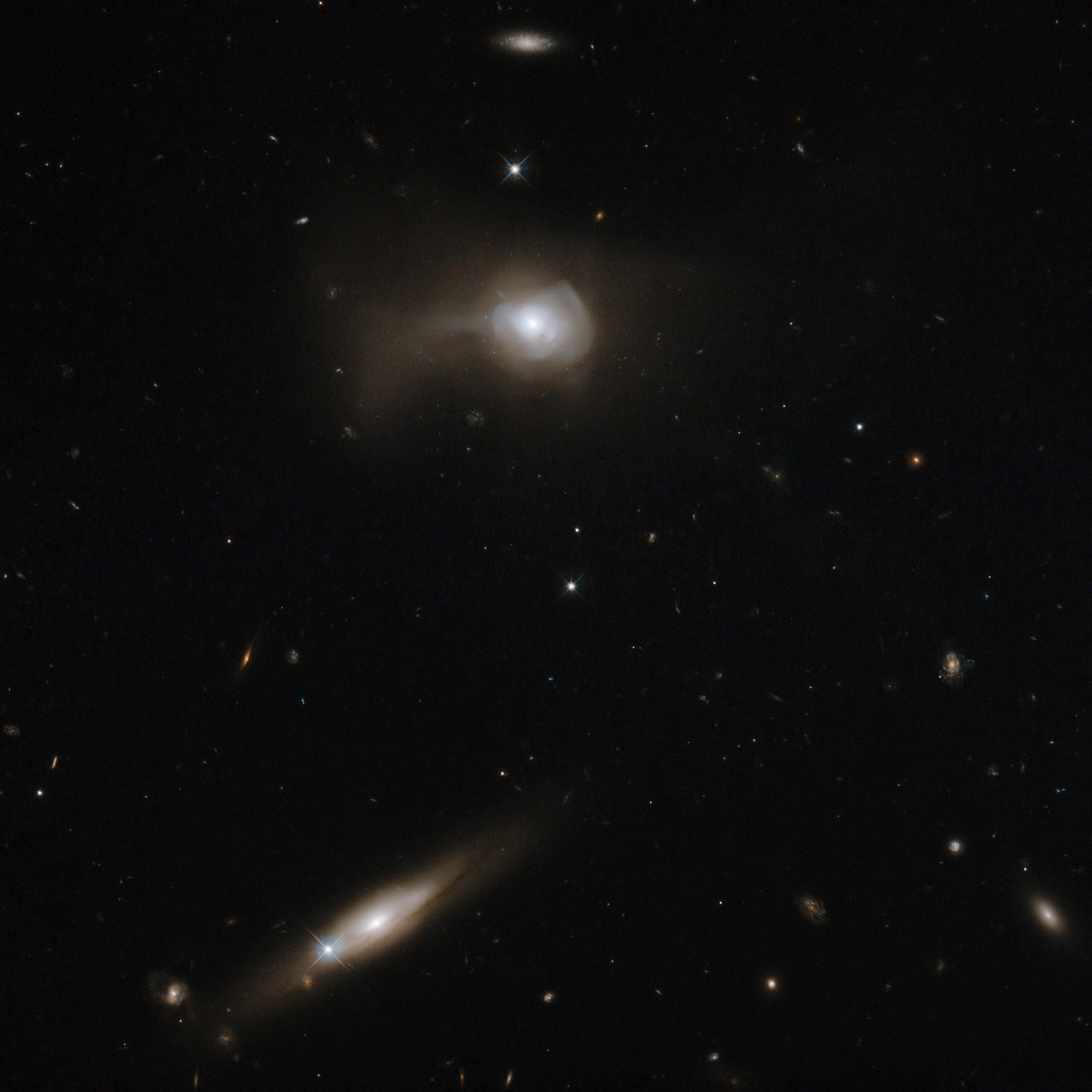
Markarian 779, la galaxia en la parte superior de esta imagen, tiene una apariencia distorsionada porque probablemente es el resultado de una fusión reciente de dos galaxias espirales.

Las fusiones de galaxias pueden clasificarse en grupos distintos, debido a las propiedades de las galaxias que sufren la fusión, como el número, el tamaño comparativo y la riqueza de gas.

### Por número
- Fusión binaria: Dos galaxias interactuando causan la fusión.
- Fusión múltiple: La fusión involucra más de dos galaxias.

### Por tamaño
- Fusión menor: Ocurre cuando una de las galaxias es significativamente mayor a la otra (o las otras). La galaxia de mayor tamaño a menudo «se comerá» a la de menor tamaño, absorbiendo la mayor parte de su contenido de gas y de estrellas, sin casi ningún efecto significativo en la galaxia grande. Se piensa que nuestra galaxia, la Vía Láctea, está absorbiendo en la actualidad galaxias más pequeñas de esta manera, como la Galaxia Enana del Can Mayor y, posiblemente, a las Nubes de Magallanes. Se cree que la Corriente Estelar de Virgo representa los remanentes de una galaxia enana que se ha fundido casi completamente con la Vía Láctea.

- Fusión mayor: Se lleva a cabo si dos galaxias espirales de aproximadamente el mismo tamaño chocan a la velocidad y el ángulo apropiados. Estas se fundirán de tal manera que perderán una gran parte del polvo y el gas, a través de una variedad de mecanismos de retroalimentación que a menudo incluyen una etapa en la que existe un núcleo activo galáctico. Se cree que esta es la principal fuerza que hace funcionar a muchos cuásares. El resultado final es una galaxia elíptica. Esta es la hipótesis propuesta por muchos astrónomos para explicar la creación de las galaxias elípticas.

Un estudio ha encontrado que las galaxias grandes se han fundido unas con otras en promedio una vez en los pasados 9 mil millones de años. Las galaxias pequeñas estuvieron fundiéndose con las galaxias grandes más frecuentemente. Nótese que se cree que la Vía Láctea y la Galaxia de Andrómeda experimentarán una colisión en unos 4.5 × 109 años. La fusión de estas galaxias se clasificaría como mayor, ya que tienen tamaños similares. Por lo tanto, el resultado sería una galaxia elíptica.

### Por riqueza de gas

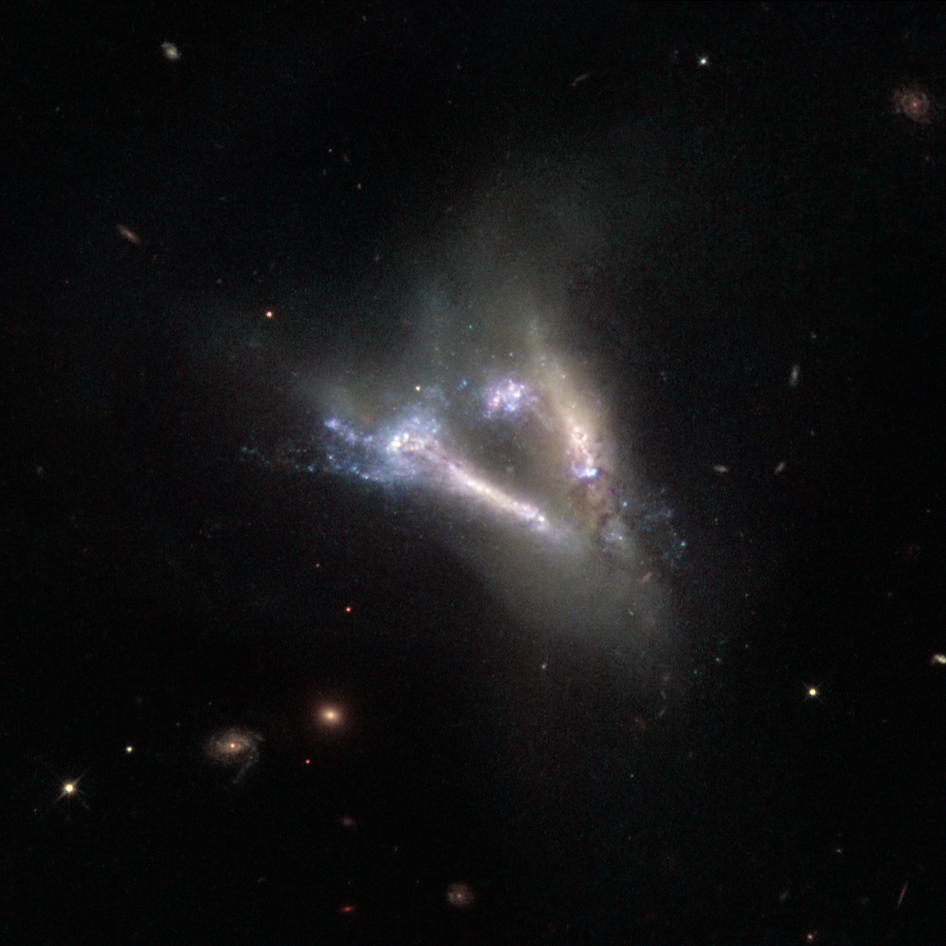
«V voladora» cósmica debida a la fusión de galaxias.

- Fusión mojada: Es una fusión entre galaxias ricas en gas, o galaxias azules. Las fusiones mojadas puede producir una mayor cantidad de formación estelar, transformar galaxias con disco en galaxias elípticas y activar la actividad de cuásares.[6]

- Fusión seca: Se lleva a cabo entre galaxias pobres en gas o galaxias rojas. Estas fusiones pueden no afectar fuertemente la tasa de formación estelar. En vez de ello, pueden tener un papel importante en el crecimiento de la masa estelar.[6]

- Fusión húmeda: Es un tipo de fusión entre las dos mencionadas anteriormente, en donde hay suficiente gas para alimentar una formación estelar significativa, pero no hay el suficiente para formar cúmulos globulares.[7]

- Fusión mezclada: Ocurre cuando galaxias ricas en gas y galaxias pobres en gas, o galaxias rojas y azules se funden.

## Ejemplos
Algunas de las galaxias que se encuentran en el proceso de fusión o que se cree que han sido formadas a través de la fusión de galaxias son:
- Galaxias Antena
- Galaxias de los Ratones
- Centaurus A
- NGC 7318